# بهارسفلی
بهارسفلی یک روستا در ایران است که در دهستان سنگر (فاروج) واقع شده‌است. بهارسفلی ۱۲۴ نفر جمعیت دارد.